# 実物貨幣
実物貨幣（じつぶつかへい）とは、素材そのものが商品としての価値をもっている貨幣のこと。商品貨幣（しょうひんかへい、英: commodity money）とも呼ばれている。反対に素材自体にほとんど商品としての価値を持たない貨幣を名目貨幣と呼ぶ。

## 概要
それぞれの社会が持つ歴史や環境などの諸条件によって異なるものの、その社会にとって重要な生産物や高価な外来品である財貨が、最古の貨幣となった。代表的な商品貨幣としては、穀物、家畜、布類などがある。商品貨幣に対して、石や貝などを用いる貨幣は自然貨幣と呼ばれる。後に高価でかつ商品としての価値が簡単には失われない貴金属（金や銀、極東では銅）に固定されるようになった。こうした一連の貨幣を指して実物貨幣と称する。
実物貨幣は素材の品質上の同一性、質的な分割・結合の容易、比較的少量でも大きな交換価値を持つこと、耐久性の高さ、運搬の容易さが条件とされ、特に最後の貴金属によって作られた一定の小塊は実物貨幣の条件としてもっとも優れたものであった。
商品貨幣のさまざまな種類は、パウル・アインチッヒの著作『原始貨幣』で論じられている。

## 商品貨幣論
貨幣学説のうち、通貨の価値の根拠をその素材である商品の価値に由来すると考える学説を商品学説あるいは金属学説と称する。この説によれば、社会的分業と私的所有を基礎として成立する商品経済社会では、そこでの生産物は全て商品とされてその価値を計られ、その評価によって定められた一定の交換比率によって交換が行われないとされている。実物貨幣として用いられた素材も例外ではなく、元は商品経済社会に存在する数多くの商品の中から、諸条件によって選び出されたものが貨幣として用いられた。従って、貨幣は実物貨幣（商品貨幣）である必要があり、名目貨幣は本来の貨幣の章票もしくは代替物・代用物の域を出ないものとされている。